# Gobioides grahamae
Gobioides grahamae är en fiskart som beskrevs av Palmer och Wheeler, 1955. Gobioides grahamae ingår i släktet Gobioides och familjen smörbultsfiskar. Inga underarter finns listade i Catalogue of Life.